# Jean-Nicolas Corvisart des Marets
Jean-Nicolas Corvisart des Marets (Dricourt, 15 febbraio 1755 – Parigi, 18 settembre 1821) fu il medico personale di Napoleone Bonaparte.

## Biografia
Jean-Nicolas Corvisart nacque in una piccola proprietà di famiglia nel dipartimento delle Ardenne, (nella regione dello Champagne-Ardenne), ad est di Parigi. Fu il secondo figlio di un avvocato del Parlamento di Parigi, Pierre Corvisart, che fece ritorno nel suo luogo di nascita quando il corpo del Parlamento venne esiliato da Luigi XV dalla capitale. Anche la moglie di Pierre, Madeleine-Louis Scribot, nacque nelle Ardenne, in un villaggio vicino. Quando il re riconvocò il Parlamento, Pierre fece ritorno in città. Tuttavia Jean-Nicolas non seguì la sua famiglia, probabilmente per ragioni economiche. Il giovane Corvisart fu mandato a Vermille da una zia materna che si fece carico della sua educazione. Già in questi anni Jean-Nicolas dette prova di essere uno studente tanto brillante quanto ribelle.

### Gli studi
Non si dedicò agli studi legali, deludendo in tal modo le aspettative paterne, ed intraprese la strada della medicina alla quale giunse dopo aver assistito, casualmente, ad una lezione dell'anatomista Antoine Petit. Questa scelta fu la causa di una rottura familiare che portò il giovane Corvisart ad allontanarsi da casa ed a cercare di persuadere il direttore dell'Hôtel-Dieu, il più grande ospedale di Parigi, affinché lo assumesse come inserviente. La tenacia ed ostinazione del giovane Corvisart portarono il padre a tornare sui suoi passi. Richiamò il figlio in famiglia e gli permise di iscriversi alla facoltà di medicina di Parigi, dove dopo un brillante percorso di studi si laureò nel 1782. Sebbene fosse più giovane dei suoi colleghi, fu il primo, del suo corso, a completare gli studi. Nel novembre del 1782 ottenne il titolo di docteur régent. Per celebrare l'evento Corvisart offrì un banchetto ai professori ed il suo carattere anticonformista emerse nel discorso che tenne in quell'occasione e che i membri della Facoltà considerarono irriverente.
Uomo a più dimensioni, come molti grandi innovatori della storia, Corvisart si interessò profondamente sia di anatomia che di patologia. Figure di riferimento nel corso della sua formazione clinica furono: il chirurgo Pierre Joseph Desault e il clinico Louis Desbois de Rochefort. Suo allievo fu il medico e celebre botanico François-André Michaux.

### Il cammino professionale
Corvisart affinò le sue abilità cliniche prendendo parte ai giri di visite di Pierre-Joseph Desault il quale aveva inaugurato un nuovo metodo d'insegnamento della pratica medica in cui era riuscito ad unire l'istruzione al letto del malato, la partecipazione degli studenti nelle cure del paziente e l'autopsia sistematica di ogni malato deceduto. Questi elementi divennero un marchio di riconoscimento del metodo di insegnamento sia di Desault che di Corvisart.  Nel 1785 il suo maestro si trasferì all'Hôtel-Dieu e fu allora che le strade di Corvisart e di Louis Desbois de Rochefort si incrociarono e ben presto il giovane medico comprese che gli insegnamenti clinici di Desault potevano essere applicati anche in campo chirurgico. Il suo spirito indipendente ed irriverente, unito ad un grande talento didattico, gli assicurò un grande successo presso l'Hôpital de la Charité, dove divenne médecin-en-second nel 1788, subentrando a Rochefort, morto due anni prima. Corvisart, nel novembre dello stesso anno della morte di Rochefort, espresse, in un incontro alla Facoltà di Medicina, l'ammirazione nei suoi confronti e successivamente pubblicò il lavoro, lasciato incompiuto da Rochefort, in merito alla materia medica. Proseguì dunque la sua carriera nel rispetto del lavoro del maestro, riorganizzando il servizio medico all'interno dell'ospedale. Importanti elementi innovativi introdotti da Corvisart furono la divisione dei pazienti in base ai sintomi e, soprattutto, l'applicazione della tecnica della percussione del torace.
Dopo la Rivoluzione francese, quando venne fondata la nuova École de Santé nel 1794, egli divenne il primo professore di medicina clinica della Scuola. Nel 1797 ottenne una cattedra presso il Collège de France, continuando ad alternare l'insegnamento ai consulti. Nel 1820 partecipò ad un incontro alla Royal Academy of Medicine, all'interno della quale operavano molti dei suoi primi studenti, tuttavia non esercitò mai un ruolo determinante in questa organizzazione e morì nel settembre dell'anno successivo.
il 18 novembre 1803 divenne socio dell'Accademia delle scienze di Torino.

### I rapporti con Napoleone I

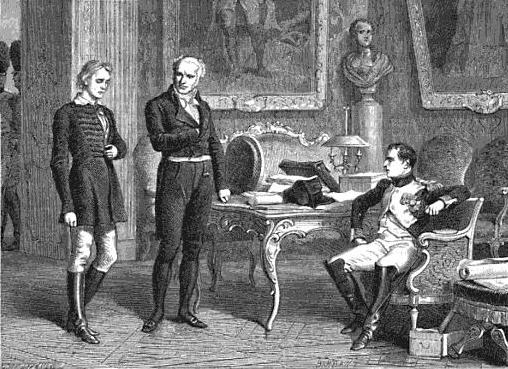
Napoleone I incontra Staps in presenza del suo medico personale Corvisart

La vita di Corvisart cambiò radicalmente quando, proclamato l'Impero nel 1804, Napoleone I divenne suo paziente. La totale ammirazione nei confronti dell'Imperatore venne pienamente ricambiata. Corvisart, oltre che medico personale, vestì anche i panni di amico e consigliere di Napoleone il quale, con una celebre frase, affermò: "Io non credo nella medicina, ma credo in Corvisart". Corvisart si occupò anche della salute delle consorti dell'Imperatore e di suo figlio. Quando i titoli di nobiltà vennero reintrodotti da Napoleone, Corvisart venne nominato Barone dell'Impero.
Fu proprio durante i primi anni dell'Impero che Corvisart scrisse le sue due più importanti pubblicazioni: una traduzione dell'Inventum novum di Joseph Leopold Auenbrugger, pubblicata nel 1808, ed il "Saggio sulle malattie e le lesioni organiche del cuore e dei grandi vasi", tributo al suo maestro Pierre Joseph Desault. Con quest'ultimo lavoro vennero poste le basi per un nuovo metodo diagnostico riguardo alle malattie cardiache precedentemente confuse con alterazioni del funzionamento dei polmoni.
Con la caduta di Napoleone, Corvisart si ritirò a vita privata ed il suo carattere già melanconico si accentuò maggiormente e le sue idee politiche lo portarono a rifiutare numerose proposte da parte del restaurato regime borbonico.

## Le innovazioni
Una delle opere che assicurò a Corivsart un grande successo fu dunque la traduzione dell'Inventum novum di un medico austriaco, Joseph Leopold Auenbrugger (1722 - 1809), accompagnata da un lungo commentario. Merito di Auenbrugger fu l'introduzione della percussione del torace e dell'addome come strumento diagnostico. La percussione, insieme all'ispezione, alla palpazione ed all'auscultazione, costituisce uno dei cardini fondamentali della semeiotica medica che stava muovendo i primi passi proprio in quegli anni.
Auenbrugger dunque dimostrò una grande capacità di commistione, sfruttando l'esperienza fatta da ragazzo osservando il padre, bottaio, percutere le botti per valutarne il riempimento e lo stato del vino. Corvisart riconobbe l'efficacia della tecnica soprattutto nella diagnosi di malattie cardiache, polmonari ed ascessi. Già precedentemente, nell'opera Essai sur les maladies et les lésions organiques du coeur et des gros vaisseaux, aveva evidenziato l'importanza della correlazione clinico-patologica, elemento che fece dello scritto un passo decisivo verso la cardiologia moderna. Corvisart aveva appreso bene la lezione di Bichat (1771-1802), uno degli iniziatori dell'anatomia patologica. Agli inizi del XIX secolo il microscopio cominciò lentamente a fare il suo ingresso nel campo della ricerca medica e permise l'esecuzione di esami più accurati che portarono ad una classificazione metodica delle malattie cardiache e dei grandi vasi. Il suo temperamento pragmatico lo portò a considerare l'uomo un essere imperfetto, incapace di godere "della vita e della salute nel più alto grado desiderabile". Corvisart considerava dunque le malattie cardiache frutto dell'ereditarietà, allontanando la concezione della vis medicatrix naturae, basata sulla benevolenza della natura. Corvisart ai suoi allievi insegnava che la malattia cardiaca può essere prevenuta in alcuni casi, ma di fronte ad essa "si trova quasi ovunque una fatale prognosi di morte". Tra i suoi principali allievi spicca un giovane bretone René Laennec, che seppe far tesoro della lezione del suo maestro ed al suo nome è legata l'invenzione dello stetoscopio nel 1816. Nelle parole di Corvisart si può cogliere chiaramente una visione estremamente pessimistica della medicina: "La medicina non è l'arte di guarire le malattie; è l'arte di curarle con l'obiettivo della guarigione, o di mettere a suo agio l'ammalato, e tranquillizzarlo".

## Carattere
Pur avendo avuto nel corso carriera professionale molte soddisfazioni e riconoscimenti, la sua vita privata non fu certo lieta, come emerge dalle parole: "Il signore di Voltaire ha perso l'occhio con cui vede il lato nero delle cose. Anch'io sono monocolo come lui, però ho perso l'altro occhio".

## Scritti principali
- Essai sur les maladies et les lésions organiques du coeur et des gros vaisseaux, Parigi 1806
- Traduzione dell'Inventum novum di Leopold Auenbrugger, Parigi 1808.